# Nécropole d'Édon
La nécropole d'Édon, constituée du dolmen de Pierre Rouge, du dolmen de la Gélie et du menhir de la Pierre Debout  est un ensemble de mégalithes situés dans la commune d'Édon, dans le département de la Charente, en France.

## Historique
L'ensemble des trois mégalithes a été inscrit monument historique par arrêté du 7 mars 1989.

## Description
La nécropole est formée de deux dolmens et d'un menhir. Les deux dolmens comportent une chambre quadrangulaire allongée précédée d'un petit couloir d'entrée déporté sur la droite de la façade. Les deux dolmens ont été construits avec des dalles de calcaire silico-ferrugineuses du Crétacé.

### Dolmen de Pierre Rouge
Il est aussi appelé le dolmen de Lombertie. Il a conservé une partie de son tumulus. C'est un dolmen de type angoumoisin délimité par huit piliers. La chambre mesure 2,80 m de longueur sur 2 m de largeur. Elle est recouverte d'une unique table de couverture mesurant 4,30 m de long sur 3,50 m de large.
Gustave Chauvet fouilla l'édifice en 1870 et y découvrit des fragments d'ossements humains, un poignard en silex, deux armatures de flèches à tranchant transversal, des tessons de poterie et du matériel moustérien,.
45° 30′ 13″ N, 0° 21′ 21″ E

### Dolmen de la Gélie

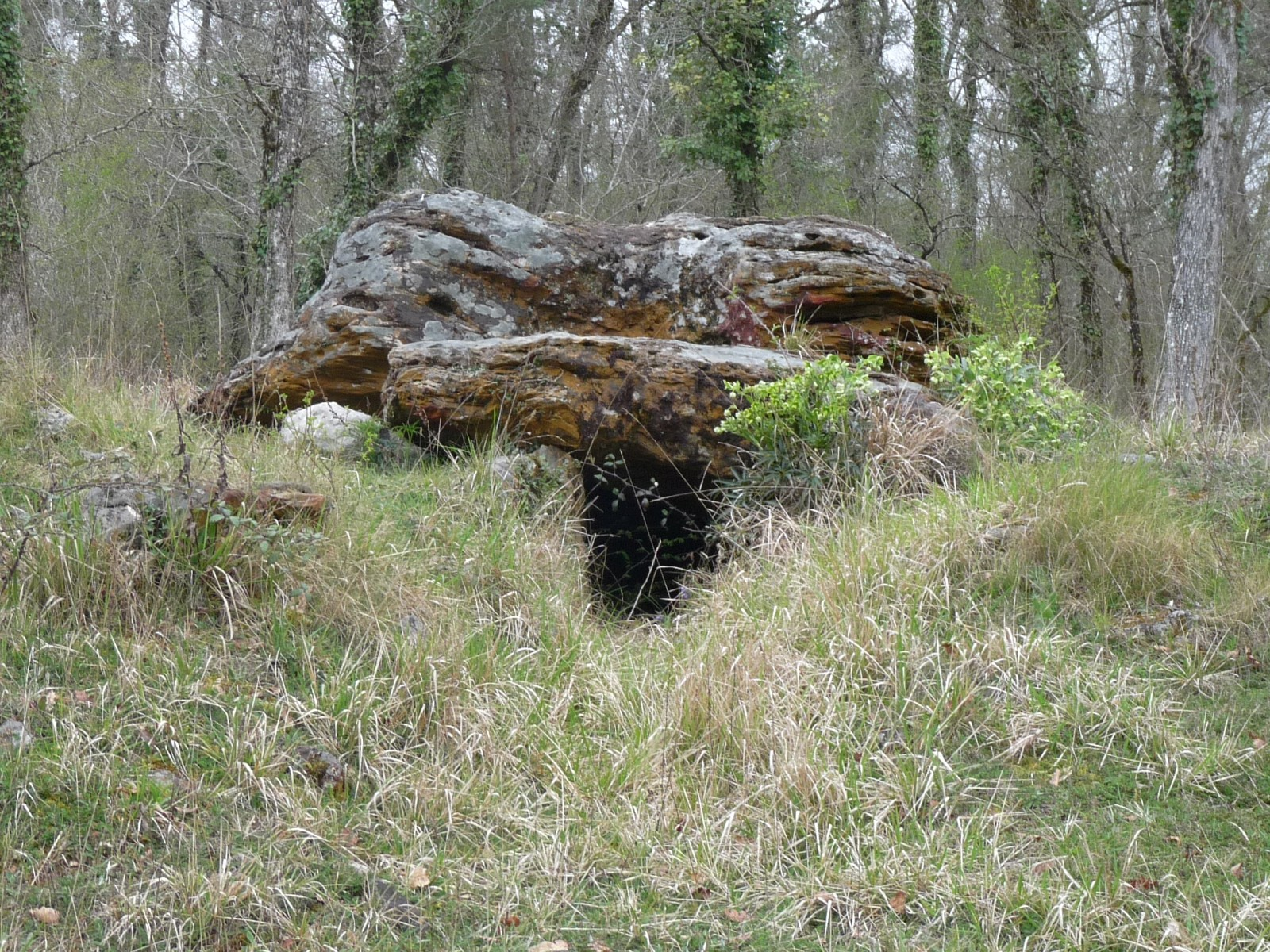
Dolmen de la Gélie.

Le dolmen comporte encore son tumulus. Il ouvre au sud-est. Il est recouvert de deux tables de couverture en grès rougeâtre. La chambre est de forme quadrangulaire, elle mesure 4 m de long sur 2 m de large. Elle est précédée d'un couloir délimité par deux orthostates.
Malgré des pillages antérieurs, la fouile de Chauvet permit d'y recueillir des débris d'ossements humains, un fragment de hache polie en silex, une pointe de flèche, une dent de bœuf et des tessons d'une céramique grise et noire.
45° 29′ 46″ N, 0° 21′ 47″ E

### Menhir de la Pierre Debout
Le menhir est constitué d'un bloc de grès rougeâtre mesurant 2 m de hauteur, 3 m de longueur  et  1,50 m d'épaisseur à la base.